# Konstanty Mastalerz
Konstanty Mastalerz pseud. Stary (ur. 14 stycznia 1893 w Opolu Lubelskim, zm. 16 stycznia 1986 w Gliwicach) - żołnierz GL i AL.

## Życiorys
Od 1927 członek KPP. W okresie II RP kilkakrotnie więziony za działalność komunistyczną. W maju 1942, zagrożony aresztowaniem przez Niemców, opuścił dom i zorganizował w rejonie Hrubieszowa oddział Czerwonej Partyzantki złożony w większości ze zbiegłych z niewoli jeńców sowieckich, który wkrótce wszedł w skład GL. Działał w powiatach hrubieszowskim, chełmskim, krasnostawskim i zamojskim. 5 czerwca 1942 na szosie Zamość-Tomaszów Lubelski rozbił niemiecki samochód, zabijając dwóch Niemców. W lipcu 1942 rozbroił załogę majątku Surhów. W sierpniu w zasadzce pod Łabuniami zniszczył niemiecki samochód osobowy. Pod koniec sierpnia 1942 stoczył pod wsią Bończa w powiecie krasnostawskim potyczkę z niemiecką obławą, wychodząc z okrążenia bez strat. Wiosną 1943 stoczył potyczkę z granatową policją na szosie Chełm-Wojsławice pod wsią Sarniak. W październiku 1943 rozbroił pięcioosobową załogę dworu Borowina pod Zamościem, w listopadzie 1943 w Pańskiej Dolinie w gminie Skierbieszów rozbrojono oficera Wehrmachtu i czterech żołnierzy, w grudniu 1943 rozbrojono załogę majątku Uchanie w powiecie hrubieszowskim.
W styczniu 1944 oddział „Starego” spalił posterunki w Rakołupach w pow. chełmskim oraz urząd gminny. 23 marca 1944 wspólnie z oddziałem Edwarda Gronczewskiego „Przepiórki” zaatakował wieś niemieckich kolonistów Cieszyn, zabijając 4 kolonistów, a 3 raniąc; AL-owcy stracili 3 zabitych i 1 ciężko rannego. W kwietniu 1944 „Stary” zniszczył agencję pocztową w Wojsławicach, zabierając centralkę i aparat telefoniczny. W maju 1944 wspólnie z oddziałem AK dowodzonym przez Falkowskiego i oddziałem sowieckim dowodzonym przez mjr Fiodorowicza stoczył pod Rozięcinem w pow. chełmskim walkę z hitlerowcami i ukraińskimi nacjonalistami, którzy napadli na wieś; napastnicy stracili 10 zabitych i 15 rannych.
Po zajęciu Lubelszczyzny przez Sowietów, 7 września 1944 „Stary” został naczelnikiem więzienia w Chełmie. Jego praca na tym stanowisku była negatywnie oceniana przez przełożonych (m.in. Roman Romkowski w raporcie z 22 września 1944 określił go jako niezdyscyplinowanego i nieposiadającego autorytetu wśród strażników), wobec czego 6 grudnia 1944 został on zwolniony. Przeniesiony na stanowisko komendanta więzienia w Kielcach. Rozstał ranny w czasie ataku na nie dokonanego przez DSZ i NSZ. Konstanty Mastalerz był jednym z najstarszych wiekiem dowódców partyzanckich Gwardii i Armii Ludowej (w 1944 miał 51 lat).

## Odznaczenia
- Order Sztandaru Pracy I klasy
- Order Krzyża Grunwaldu III klasy
- Krzyż Oficerski Order Odrodzenia Polski (1955)[4]
- Krzyż Walecznych (1946)[5]
- Krzyż Partyzancki
- Medal Zwycięstwa i Wolności 1945

i inne